# Flip Phillips
Flip Phillips (Brooklyn, 1915. március 26. – Fort Lauderdale, 2001. augusztus 17.) amerikai tenorszaxofonos, klarinétos. Számos műfajban otthon volt, beleértve az éppen akkor divatos dzsesszt, swinget és a jump bluest.

## Pályakép
Phillips az 1930-as években egy brooklyni étteremben klarinétozott. Ezután Frankie Newton, Red Norvo, Benny Goodman és Wingy Manone által vezetett zenekarok tagja volt. Az 1940-es évek közepén a Woody Herman zenekarának állandó szólistája volt, a következő tíz évben pedig a Jazz at the Philharmonic-kal lépett fel.
Az 1940-es és 1950-es években számos felvételt készített a Clef Records számára, köztük egy 1949-es albumot. Játszott Billie Holiday mellett az 1952-es Billie Holiday Sings című albumon.
Visszavonult ugyan Floridába, de tizenöt év után visszatért a zenéhez. Ismét felvételeket készített, és a még 80-as éveiben is fellépett.
2001 augusztusában halt meg a floridai Fort Lauderdale-ben, 86 évesen.

## Albumok
- Flip Phillips Collates (1952)
- Flip Phillips Collates Vol. 2 (1953)
- Flip Phillips Quartet (Mercury, 1953)
- Jumping Moods (1954)
- Rock with Flip (1954)
- The Flip Phillips Buddy Rich Trio (1954)
- Flip Phillips Quintet (1955)
- The Battle of the Saxes (1956)
- Flip (1956)
- Flip Wails (1956)
- Swingin' with Flip Phillips and His Orchestra (1956)
- Flip in Florida (1963)
- Your Place or Mine? (1963)
- Flip Phillips Revisited (1965)
- Phillips's Head (1975)
- John & Joe (1977)
- Live at the Beowulf (1978)
- Flipenstein (1981)
- The Claw: Live at the Floating Jazz Festival (1986)
- A Sound Investment with Scott Hamilton (1987)
- A Real Swinger (Concord Jazz, 1988)
- Try a Little Tenderness (1992)
- Live at the 1993 Floating Jazz Festival (1993)
- Spanish Eyes (1997)
- John & Joe Revisited (1999)
- Swing Is the Thing! (2000)
- Celebrates His 80th Birthday at the March of Jazz 1995 (2003)
- Live at the Beowulf: Arbors Historical Series, Vol. 5 (2004)

## Fordítás
Ez a szócikk részben vagy egészben  a   Flip Phillips című angol Wikipédia-szócikk ezen változatának fordításán alapul.  Az eredeti cikk szerkesztőit annak laptörténete sorolja fel. Ez a jelzés csupán a megfogalmazás eredetét és a szerzői jogokat jelzi, nem szolgál a cikkben szereplő információk forrásmegjelöléseként.